# Каневський Олександр Семенович
Олекса́ндр Семе́нович Ка́невський (нар. 29 травня 1933, Київ) — радянський і український сценарист і письменник.
Брат актора Леоніда Каневського.
Член Спілки кінематографістів України.
Його тексти становили основу репертуару Штепселя і Тарапуньки — Юхима Березіна і Юрія Тимошенка.
Працює тепер в Ізраїлі.

## Фільмографія
Сценарист:
- «Сорок хвилин до світанку» (1963)
- «Від і до» (1976)
- «Затяжний стрибок» (1979)
- «Вікна сатири» (1961)
- «Фітіль № 8» (1963)
- «Мишко + Машка» (1964, мультфільм)
- Колумб пристає до берега (1967, мультфільм)
- «Сміхонічні пригоди Тарапуньки і Штепселя» (1970, у спвавт.)
- «Поверніть Рекса» (1975, мультфільм)
- «Калейдоскоп-70 Жертва стандарту» (1975, мультфільм)
- «Лінь» (1979, мультфільм)
- «Рокірування» (1979, мультфільм)
- «Посилання з Бомбея» (1983, мультфільм)
- «Про Матвія Кузьмича» (1990, мультфільм)